# 7026 Gabrielasilang
7026 Gabrielasilang è un asteroide della fascia principale. Scoperto nel 1993, presenta un'orbita caratterizzata da un semiasse maggiore pari a 2,2613346 au e da un'eccentricità di 0,1756494, inclinata di 3,91251° rispetto all'eclittica.
L'asteroide è dedicato alla condottiera filippina Gabriela Silang.